# Tamás Märcz
Tamás András Märcz (* 17. Juli 1974 in Budapest) ist ein ehemaliger ungarischer Wasserballspieler. Er war mit der ungarischen Nationalmannschaft Olympiasieger 2000, Weltmeisterschaftszweiter 1998 sowie Europameister 1997 und 1999.

## Sportliche Karriere
Der 1,86 Meter große Märcz spielte in Ungarn und Italien. Mit Budapesti VSC war er von 1996 bis 1999 ungarischer Meister, 2005 mit Rari Nantes Savona und 2009 mit Pro Recco gewann er den italienischen Meistertitel.
1995 bei der Europameisterschaft in Wien siegten die Ungarn im Halbfinale gegen die Kroaten. Im Finale unterlagen sie den Italienern. Zwei Jahre später bei der Europameisterschaft 1997 in Sevilla besiegten die Ungarn im Viertelfinale die Italiener mit 9:8. Nach dem Halbfinalsieg gegen die Russen erkämpften die Ungarn den Titel mit einem 3:2 über die jugoslawische Mannschaft, die eigentlich eine Mannschaft aus Serbien und Montenegro war. 1998 bei der Weltmeisterschaft in Perth gewannen die Ungarn das Halbfinale gegen die australische Mannschaft mit 10:5. Im Finale verloren die Ungarn mit 4:6 gegen die Spanier. 1999 bei der Europameisterschaft in Florenz gewannen die Ungarn im Halbfinale mit 7:5 gegen die Italiener. Im Finale bezwangen sie die Kroaten mit 15:12.
Zwei Jahre nach der Weltmeisterschaft in Perth war Australien 2000 auch bei den Olympischen Spielen in Sydney Gastgeber. Die Ungarn wurden nur Dritte ihrer Vorrundengruppe, besiegten aber im Viertelfinale die Italiener mit 8:5. Im Halbfinale gegen die Rest-Jugoslawen erkämpften die Ungarn ein 8:7. Im Endspiel gegen die Russen schufen die Ungarn beim 13:6 schon früh klare Verhältnisse. Tamás Märcz war in sechs Spielen dabei, erzielte aber keinen Treffer. Im Finale hatte er eine Einsatzzeit von drei Minuten. Im Juni 2001 war Budapest Austragungsort der Europameisterschaft 2001. Die Ungarn verloren im Halbfinale gegen die Italiener, gewannen aber die Bronzemedaille mit einem 12:9 gegen Kroatien.
Von 2017 bis 2022 war Märcz Trainer der ungarischen Nationalmannschaft, 2021 coachte er das Team beim Gewinn der Bronzemedaille bei den Olympischen Spielen in Tokio.